# Mathias Doll
Pour les articles homonymes, voir Doll.
Mathias Doll, né à Munster (Haut-Rhin) le 5 décembre 1804 et mort dans la même ville le 26 mars 1884, est un peintre français. Il exerça un temps le métier de dessinateur industriel.

## Biographie
Mathias Doll est né à Munster (Haut-Rhin) le 14 frimaire an XIII (5 décembre 1804), troisième enfant d’une fratrie de sept, il est le fils de Jean-Jacques Doll, maître-graveur aux Manufactures Hartmann et fils, originaire de Colmar et de la Munstérienne Anne-Marie Vogel.
Élevé dans la culture de l’esthétique, le jeune Mathias montre très tôt des dispositions exceptionnelles pour le dessin. À l’âge de 18 ans, il entre en apprentissage dans l’atelier de dessin des Manufactures Hartmann et fils, sous la direction d’Henri Lebert où il ne tarde pas à être remarqué, tant pour son assiduité au travail que pour ses dispositions artistiques.
MM. Hartmann et Fils comprennent rapidement que le jeune homme possède le talent de créer de nouveaux motifs pour leur industrie d’impression sur tissus. Ils décident alors de faciliter le développement de ses bonnes dispositions en lui proposant de suivre pendant plusieurs années, à leurs frais, des cours d’étude de dessin, soit à Lyon, soit à Paris.
Assisté de son père, Mathias Doll signe le 24 mai 1825, avec MM. Hartmann et Fils, un contrat d’engagement de six années qui lui permet de suivre les cours de l’École de Dessin de Lyon.
À l’âge de 21 ans, en décembre 1825, le jeune homme fait son entrée à l’École Royale de Dessin de Lyon, où il est admis dans la section peinture de fleurs. Parmi un entourage artistique choisi et sous la direction du professeur Thierriat, le jeune Munstérien va se distinguer, en obtenant plusieurs récompenses pour ses peintures : un prix en 1826, une médaille d’argent en 1827, une médaille d’or de la ville de Lyon en 1828, accompagnée de la somme de 60 francs, pour trois compositions florales présentées lors de l’exposition des artistes de l’école des Beaux-Arts de la ville : « Vase de fleurs avec perdrix », « Corbeille de fruits avec cithare et fleurs » et « Vase de fleurs, tulipes et impériales ».
Après trois années de solides études, diplômé avec la mention « bon sujet », Mathias Doll quitte l’école de Lyon, pour revenir à Munster, où il occupera de 1828 à 1850, le poste de dessinateur industriel aux Manufactures Hartmann et Fils, mettant son talent au service de ses bienfaiteurs. Pendant cette période, l’homme réside tantôt à Munster, tantôt à Paris où il séjourne souvent pour des raisons professionnelles.
Aux environs de 1850, s’opère une rupture dans la vie de Mathias Doll, il décide de renoncer à tout travail industriel, pour ne vivre que pour sa passion artistique. Commence alors une période triste de la vie de l’artiste. Elle nous est connue par les souvenirs laissés par Henri Scheurer. Volontiers misanthrope, l’homme habite dans une seule chambre de la maison paternelle et ne vit plus que de ses propres pensées aigries et désillusionnées, subissant les lazzis malséants des jeunes gens qu’il rencontre à l’hôtel de la Cigogne où il prend ses repas.
Constamment absorbé par ses pensées, dévoré par la passion du dessin, Mathias Doll parcourt seul, l’album en main et par tous les temps, les sentiers isolés, les champs et villages de la vallée, crayonnant sans relâche tout ce qui l’intéresse : plantes, fleurs, fruits, animaux, enfants, paysages, scènes de la vie quotidienne.
De cette époque jusqu’à sa mort, l’artiste réalisera une quantité innombrables d’esquisses et dessins au crayon, ainsi que des dessins aquarellés, d’une perfection et d’une finesse remarquables, la sûreté de sa main ne s’étant pas démentie avec le grand âge.
Après une dégradation de son état mental, Mathias Doll, meurt célibataire, à Munster le 26 mars 1884.
Henri Scheurer, grand admirateur de l’œuvre de Mathias Doll, dira de lui : « Il était un grand artiste, dans sa modeste sphère, il serait dans d’autres milieux, dans d’autres circonstances arrivé à la célébrité, il en avait l’étoffe ».

## Expositions
Un premier hommage fut rendu à Mathias Doll en 1925, lors de la grande exposition artisanale de Munster : quelques œuvres de l’artiste furent alors présentées au public. Le tableau intitulé « Vase de fleurs, tulipe et impériales » récompensé en 1828 à Lyon par une médaille y fut, dit-on, vivement admiré.
Un deuxième hommage fut rendu à l’artiste, en date du 21 mai 1928, lorsque le conseil municipal de la Ville de Munster, sous l’impulsion de la Société d’Histoire du Val et de la Ville de Munster, décida de dénommer la nouvelle artère reliant la Grand’Rue à la rue des Vosges, « Rue Mathias Doll ».
La Ville de Munster organise une exposition hommage en juin 2014 qui rassemble des œuvres provenant des collections de la Ville de Munster, de la Société d’Histoire du Val et de la Ville de Munster, de legs et de particuliers.

## Sources
- Annuaires de la Société d’Histoire du Val et de la Ville de Munster, 1928 et 1978.
- BENEZIT Emmanuel, Dictionnaire critique et documentaire des peintres et sculpteurs, dessinateurs et graveurs : de tous les temps et de tous les pays, par un groupe d’écrivains spécialistes français et étrangers, Nouv. Ed., Librairie Gründ, 1976.
- LOTZ François, Artistes peintres alsaciens de jadis et de naguère (1880-1982), Kaysersberg, 1987.